# Карвендел
Карвендел (Karwendel) e планинска група в северните Алпи в Тирол, Австрия, и Бавария, Германия, където е разположена и границата между тях.
На планината се намират 125 върхове с над 2.000 м височина.
В южната им част се намира град Инсбрук. Дълга е от изток на запад 45 км и от север на юг 30 км.
Координати: 47° 25′ N, 11° 26′ O